# Ernst Nowotny
Ernst Richard Nowotny (* 15. Juli 1907 in Wien; † 24. Januar 1995 ebenda) war ein österreichischer Historiker und Mittelschullehrer.

## Studium
Nach der Matura absolvierte Nowotny an der Universität Wien ein Studium der Geschichte und Leibesübungen und legte in diesen Fächern die Lehramtsprüfung für Mittelschulen ab. 1930 wurde er mit einer Dissertation über die Transmigration österreichischer Protestanten unter Kaiserin Maria Theresia zum Dr. phil. promoviert. Anschließend war er als Lehrer für Geschichte und Leibesübungen am Privatgymnasium der katholischen Neulandschulsiedlung in Wien-Grinzing und als Erzieher im angeschlossenen Internat tätig.
Ernst Nowotny war verheiratet und hatte vier Kinder.

## Zweiter Weltkrieg und Kriegsgefangenschaft
Ab 1. September 1939 nahm Nowotny als Funker am deutschen Überfall auf Polen und später gegen Russland im Rahmen der Heeresgruppe Süd teil. Anfang 1943 wurde er im Rahmen des deutschen Truppenübungsplatzes Döllersheim zum Zahlmeister ausgebildet. Anschließend nahm Nowotny im Rahmen einer deutsch-kroatischen Legionsdivision am Abwehrkampf gegen die jugoslawischen Partisanen in Bosnien teil. Im Mai 1945 geriet er bei Cilli (heute Celje, Slowenien) in jugoslawische Gefangenschaft. Er überlebte den Hungermarsch bis zum Gefangenenlager Werschetz (heute Vršac, Serbien) nahe der rumänischen Grenze. Am 18. Dezember 1948 erfolgte seine Repatriierung nach Wiener Neustadt. Als bereits vor dem Zweiten Weltkrieg pragmatisierter Beamter setzte er danach seine Lehrtätigkeit an öffentlichen Gymnasien in Wien fort.

## Salzofenhöhle
Daneben widmete er sich dem Vermächtnis seines am 27. Februar 1945 verstorbenen Schwiegervaters Schulrat Otto Körber. Aus der Salzofenhöhle im Toten Gebirge geborgene Höhlenbärenskelette, Artefakte und andere Hinweise auf die zeitweilige Anwesenheit des Altsteinzeitmenschen in dieser Höhle waren im Hause Körber in Bad Aussee gelagert. Nach Bearbeitung des Fundmaterials im Sommer 1949 und weiteren von Kurt Ehrenberg durchgeführten Grabungen in der Salzofenhöhle, konnte eine gute museale Aufstellung der bedeutendsten Funde im Heimatmuseum in Bad Aussee erfolgen.

## Nochmals Neulandschule und Krankheit
Auf Ersuchen von Frau Anna Ehm, der Gründerin der katholischen Neulandschulsiedlung, übernahm Nowotny ab 1956 zusätzlich zu seiner Lehrtätigkeit am Gymnasium Wien 3, Kundmanngasse auch noch Lehrverpflichtungen an den Neulandschul-Standorten Wien Grinzing und Wien Laaberg. Nowotny erkrankte im Jahr 1959 schwer. Nach Wiedergenesung wirkte er die letzten Jahre bis zu seiner Pensionierung im Jahre 1968 im Gymnasium Wien 13, wo er 1926 maturiert hatte. Im Schuljahr 1966/67 verfasste Nowotny eine genaue geschichtliche Darstellung der 70-jährigen Entwicklung des Hietzinger Gymnasiums.

## Alterswerk als Spitals- und Kunsthistoriker
Im darauf folgenden Ruhestand widmete sich Nowotny in seiner umfangreichsten Forschungsarbeit der Geschichte des Wiener Hofspitals, deren Ergebnisse er im Jahre 1978 veröffentlichte. Außerdem verfasste er einige Arbeiten zu Geschichte und Kunstgeschichte seiner zweiten Heimat Bad Aussee.